# Echinopora lamellosa
Echinopora lamellosa is een rifkoralensoort uit de familie van de Merulinidae. De wetenschappelijke naam van de soort is voor het eerst geldig gepubliceerd in 1795 door Eugen Johann Christoph Esper.